# NGC 553
NGC 553 is een lensvormig sterrenstelsel in het sterrenbeeld Vissen. Het hemelobject ligt 212 miljoen lichtjaar van de Aarde verwijderd en werd op 13 september 1784 ontdekt door de Duits-Britse astronoom William Herschel.

## Synoniemen
- PGC 5333
- ZWG 502.84
- MK 1155